# Pletna
Pletna je 7–8 metrov dolg in okoli 2 metra širok lesen čoln z ravnim dnom, ki se na premcu konično zaključi, na krmi pa je razširjeno z značilnim pragom, ki potnikom omogoča vstopanje. Krmar (pletnar) ga stoje poganja z vesli (nemško Stehrudertechnik). Plovilo je turistična zanimivost na Blejskem jezeru, njegov razvoj in zgodovina segata od 12. stoletja naprej, ko so za prevoz gradbenega materiala na otok za izgradnjo otoških cerkva in drugih zgradb izdelali v proštijski delavnici v blejskem zaselku Zazeru prve, grobo stesane tovorne čolne ledenice. Za prevoz romarjev so ledenicam dodali klopi in mizo – táka ladja se v dokumentih do konca 20. stoletja imenuje plitvica. 
Prve pletne so izdelali domači tesarji iz tesarske delavnice Pr' Turšč na Mlinem; mojster Blaž Jan st., njegova sinova Blaž in Janez Žumer ter sosed Anton Zupan (Ksel) v letih 1900–1902. Za vzor jim je služila knezova ladja, čoln, ki ga je leta 1883 dal pripeljati na Mlino knez Ernst Windisch-Graetz ob 600-letnici pridružitve Kranjske habsburškim dednim deželam. Takrat se je iz Ljubljane na Bled s kočijo pripeljal cesar Franc Jožef I., ki so ga s to ladjo popeljali po jezeru. V desetletju pred prvo svetovno vojno so domači tesarji izdelali toliko pleten, da so popolnoma izpodrinile plitvice pri prevozih na otok. Imele so boljše plovne lastnosti in so za razliko od plitvic z dvema veslačema potrebovale samo par veščih rok. 
Izraz pletna je prevzet iz bavarskega Plätten 'plovilo s ploskim dnom'; koroško nemško plette, plettn je 'majhna ploska ladja', kar vse je prek starovisokonemškega platta prevzeto iz latinskega plata, platta 'plovilo s ploskim dnom' (Slovenski etimološki slovar). 
Pravice za lastništvo pletne in za prevoz po jezeru segajo v 15. stoletje, ko so briksenski škofje s prodajanjem odpustkov pospeševali množična ljudska romanja. Kmetje z Mlina in Zazera  (Za jezerom) na jugovzhodni obali Blejskega jezera so vernike brezplačno vozili na otok in nazaj.  Leta 1894 jim je lastnik blejske posesti (gradu s pripadajočimi zemljišči, jezerom, obalo in ribolovnimi pravicami) dunajski veletrgovec Adolf Muhr oziroma njegov blejski zastopnik  19 hišam oz. gospodarjem priznal služnostne pravice, ki pa niso vključevale le prevozov ljudi in tovora po jezeru, temveč tudi pravico do zajemanja vode, napajanja živine v Jezernici, napravljanja ledu pozimi, kopanja itn. Dal jih je vpisati v zemljiško knjigo pri radovljiški sodniji. Služnostne pravice so ostale v veljavi tudi po spremembi lastništva jezera leta 1919, ko je blejsko posest kupil hotelir Ivan Kenda in jo ohranil do konca 2. svetovne vojne. Pravice so ostale pri hiši tudi potem, ko so se zamenjali gospodarji. Predsedstvo vlade Ljudske republike Slovenija je avgusta leta 1948 izdalo odločbe o izbrisu služnostnih pravic na Blejskem jezeru, ki je postalo "splošno ljudsko premoženje". 
Danes je v jezeru 24 pleten. Čolnarji od leta 2002 delujejo znotraj čolnarskega združenja Pletna Bled po pravilih, ki spominjajo na nekdanje cehe. Decembra 2018 so Slovenskemu etnografskemu muzeju v Ljubljani donirali staro obnovljeno in restavrirano pletno.